# Chris Dickens
Pour les articles homonymes, voir Dickens.
Christopher John "Chris" Dickens est un monteur britannique né en février 1967 à Londres (Angleterre),.

## Biographie
Depuis septembre 2009, il co-dirige avec Clio David CCDFILMS LTD, une société de post-production pour le cinéma et la télévision.

## Filmographie (sélection)
- 2004 : Shaun of the Dead d'Edgar Wright
- 2008 : Slumdog Millionaire de Danny Boyle
- 2010 : L'Illusionniste de Sylvain Chomet
- 2012 : Les Misérables de Tom Hooper
- 2014 : Suite française de Saul Dibb
- 2015 : Macbeth de Justin Kurzel
- 2016 : Genius de Michael Grandage
- 2018 : Steel Country de Simon Fellows
- 2018 : Marie Stuart, reine d'Écosse (Mary Queen of Scots) de Josie Rourke
- 2019 : Rocketman de Dexter Fletcher

## Distinctions

### Récompenses
- Oscars 2009 : Oscar du meilleur montage pour Slumdog Millionaire
- BAFTA 2009 : British Academy Film Award du meilleur montage pour Slumdog Millionaire